# Ilyodrilus asiaticus
Ilyodrilus asiaticus är en ringmaskart. Ilyodrilus asiaticus ingår i släktet Ilyodrilus och familjen glattmaskar. Inga underarter finns listade i Catalogue of Life.